# Gymnastes (Gymnastes) latifuscus
Gymnastes (Gymnastes) latifuscus is een tweevleugelige uit de familie steltmuggen (Limoniidae). De soort komt voor in het Oriëntaals gebied.